# (15563) Remsberg
(15563) Remsberg (2000 GG48) – planetoida z pasa głównego asteroid okrążająca Słońce w ciągu 3,82 lat w średniej odległości 2,44 j.a. Odkryta 5 kwietnia 2000 roku.